# ژان-کریستوف بئبک
ژان-کریستوف بئبک (فرانسوی: Jean-Christophe Bahebeck‎؛ زادهٔ ۱ مهٔ ۱۹۹۳) بازیکن فوتبال اهل فرانسه است که در پست مهاجم بازی می‌کند.
وی سابقه بازی در تیم ملی فوتبال زیر ۱۶ و ۱۸ سال فرانسه را دارد؛ و توانسته در ۶ بازی ۴ گل بزند.